# 建甌市
建甌市（けんおう-し）は中華人民共和国福建省に位置する省直轄の県級市であり、しばらくの間、南平市の代理管轄下に置かれている。

## 歴史
196年（建安元年）、侯官県北部に新たに建安県が設置される。1066年（治平3年）、建安県・浦城県・建陽県の一部に新たに甌寧県が設置された。1913年に建安・甌寧の両県が合併し建甌県が成立する。1992年に建甌市となり現在に至る。

## 行政区画
下部に4街道、10鎮、4郷を管轄する。
- 街道
  - 建安街道、通済街道、甌寧街道、芝山街道
- 鎮
  - 徐墩鎮、吉陽鎮、房道鎮、南雅鎮、迪口鎮、小橋鎮、玉山鎮、東游鎮、東峰鎮、小松鎮
- 郷
  - 順陽郷、水源郷、川石郷、竜村郷

## 交通

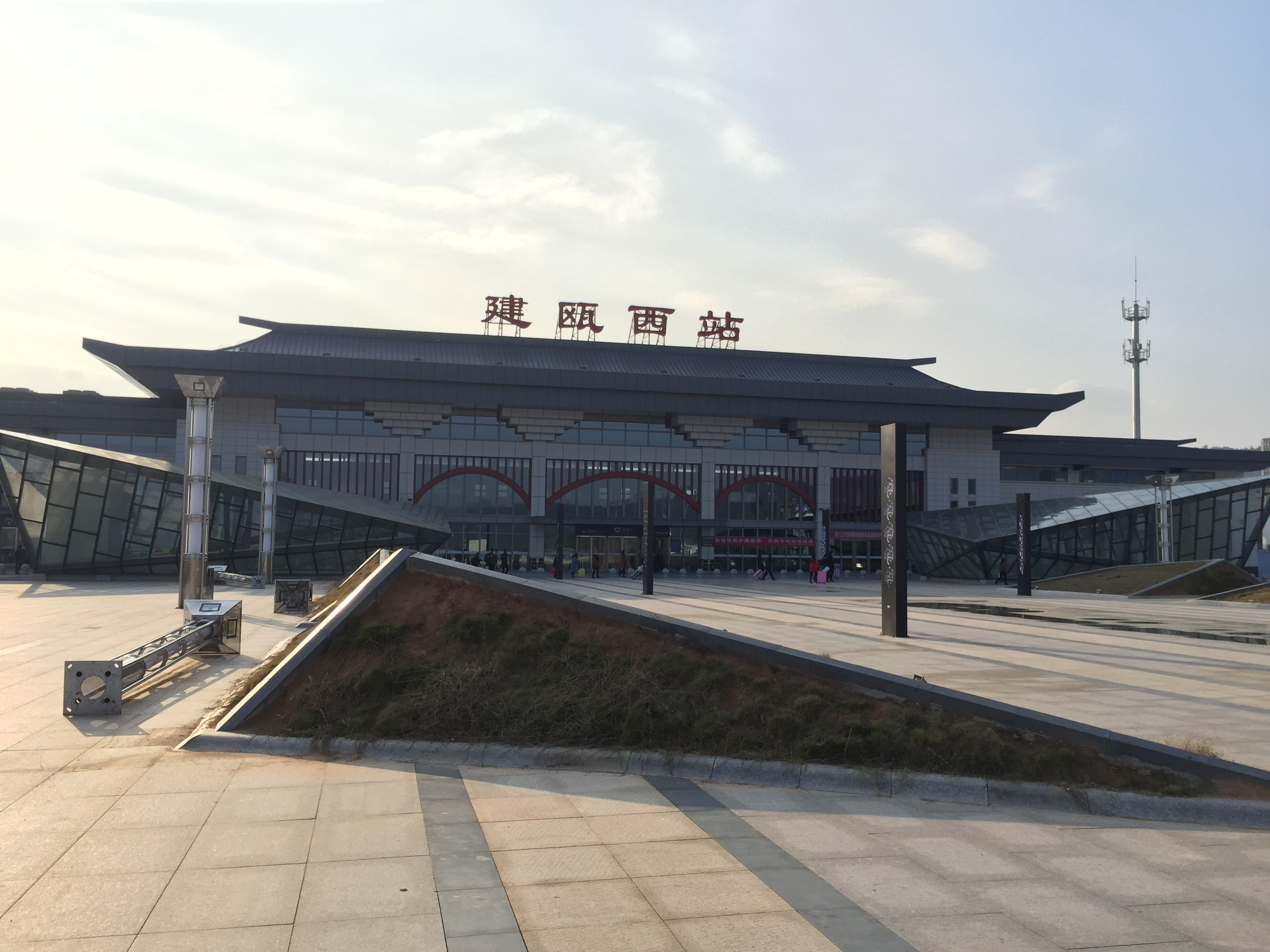
建甌西駅

### 鉄道
- 中国国家鉄路集団
  - 合福旅客専用線
    - 建甌西駅

  - 峰福線
    - 建甌駅

  - 衢寧線（中国語版）
    - 建甌東駅

### 道路
- 高速道路
  - 京台高速道路
  - 長深高速道路
- 国道
  - G205国道